# 旧二条通
旧二条通（きゅうにじょうどおり）は京都市にある東西の通りの一つである。
東は千本通を起点とし、途中太秦安井地区で道が南に振り、西は蚕ノ社の辺りの太秦東口のバス停辺りで三条通に通じる。
かつて太子道と混同されて呼ばれたこともあったが、現在は太子道といえば一本南側を通っている新二条通をさすことが多い。

## 概要
古くは広隆寺に向かう街道の一つであったことから太子道とよばれており、現在でもそう呼ぶ人が多いが、ひとつ南側に新二条通が通っておりそちらも太子道と呼び、西大路通にあるバス停もその付近にあり、商業施設などが集積している為、旧二条通は影が薄くなっている。
またJR嵯峨野線を越えた辺りから太秦安井馬塚町までは古くからの商店街が軒を連ねている。